# Репище (Гродненская область)
Ре́пище (бел. Рэпішча) — деревня в Вензовецком сельсовете Дятловского района Гродненской области Республики Беларусь. По переписи населения 2009 года в Репище проживало 8 человек.

## История
В 1905 году Репище — деревня в Пацевской волости Слонимского уезда Гродненской губернии (63 жителя).
В 1921—1939 годах Репище находилось в составе межвоенной Польской Республики. В сентябре 1939 года Репище вошло в состав БССР.
В 1996 году Репище входило в состав Вензовецкого сельсовета и колхоза «Заря». В деревне насчитывалось 16 хозяйств, проживало 24 человека.
13 июля 2007 года деревня была передана из Вензовецкого в Дятловский сельсовет.
Решением Гродненского областного Совета депутатов от 24 февраля 2022 года № 391 «Об административно-территориальном устройстве Дятловского района Гродненской области» деревня Репище исключена из состава Дятловского сельсовета и включена в состав Вензовецкого сельсовета.